# Zhang Hongdong
Zhang Hongdong (* 20. März 1969) ist eine ehemalige chinesische Fußballspielerin.

## Karriere

### Klub
Sie war in ihrer Heimat für ein Team in Peking aktiv.

### Nationalmannschaft
Mit der chinesischen A-Nationalmannschaft nahm sie an der Weltmeisterschaft 1991 teil. Jedoch sind von diesem Turnier keine Einsätze für sie bekannt.